# Paul Keres
Paul Keres (* 7. Januar 1916 in Narva; † 5. Juni 1975 in Helsinki) war ein estnischer und sowjetischer Schachmeister und einer der stärksten Spieler des 20. Jahrhunderts. Er errang nie den Titel eines Schachweltmeisters, stellte aber dadurch einen Rekord auf, dass er Partien gegen neun ehemalige, amtierende oder zukünftige Weltmeister von Capablanca bis Fischer gewann.

## Leben

### Frühe Jahre
Paul Keres, dessen Familie in seiner Kindheit nach Pärnu zog, erlernte Schach als Vier- oder Fünfjähriger. Anfangs waren der Vater und der ältere Bruder seine Gegner, doch schon bald trat er dem Schachklub von Pärnu bei. Als Zwölfjähriger besiegte er den späteren Ehren-Großmeister Vladas Mikėnas in einer Simultanvorstellung. Durch die öffentliche Wirkung des Sieges gegen seinen späteren Freund und Sekundanten bedingt wurde Keres zur Stadtmeisterschaft von Pärnu eingeladen, wo er im folgenden Jahr bei einem routinierten Teilnehmerfeld den zweiten Platz erreichte. Sein enormes Talent kam früh zum Vorschein: 1930, 1931 und 1932 wurde er überlegen estnischer Schülermeister. Im Jahre 1933 nahm er erstmals an einer estnischen Landesmeisterschaft teil und teilte Platz 3 und 4. 1935, nach dem Gewinn der Landesmeisterschaft, ging sein Stern auch international auf: Bei der Schacholympiade 1935 in Warschau spielte er am ersten Brett für sein Land und erregte sowohl durch sein ausgezeichnetes Resultat am ersten Brett (12,5 aus 19), als auch durch eine weitere glänzende Partie Aufsehen. Dabei traf er auch auf Weltmeister Aljechin und setzte mit der Gewinnpartie gegen den Engländer William Winter laut Erich Carl einen Glanzpunkt der Olympiade.

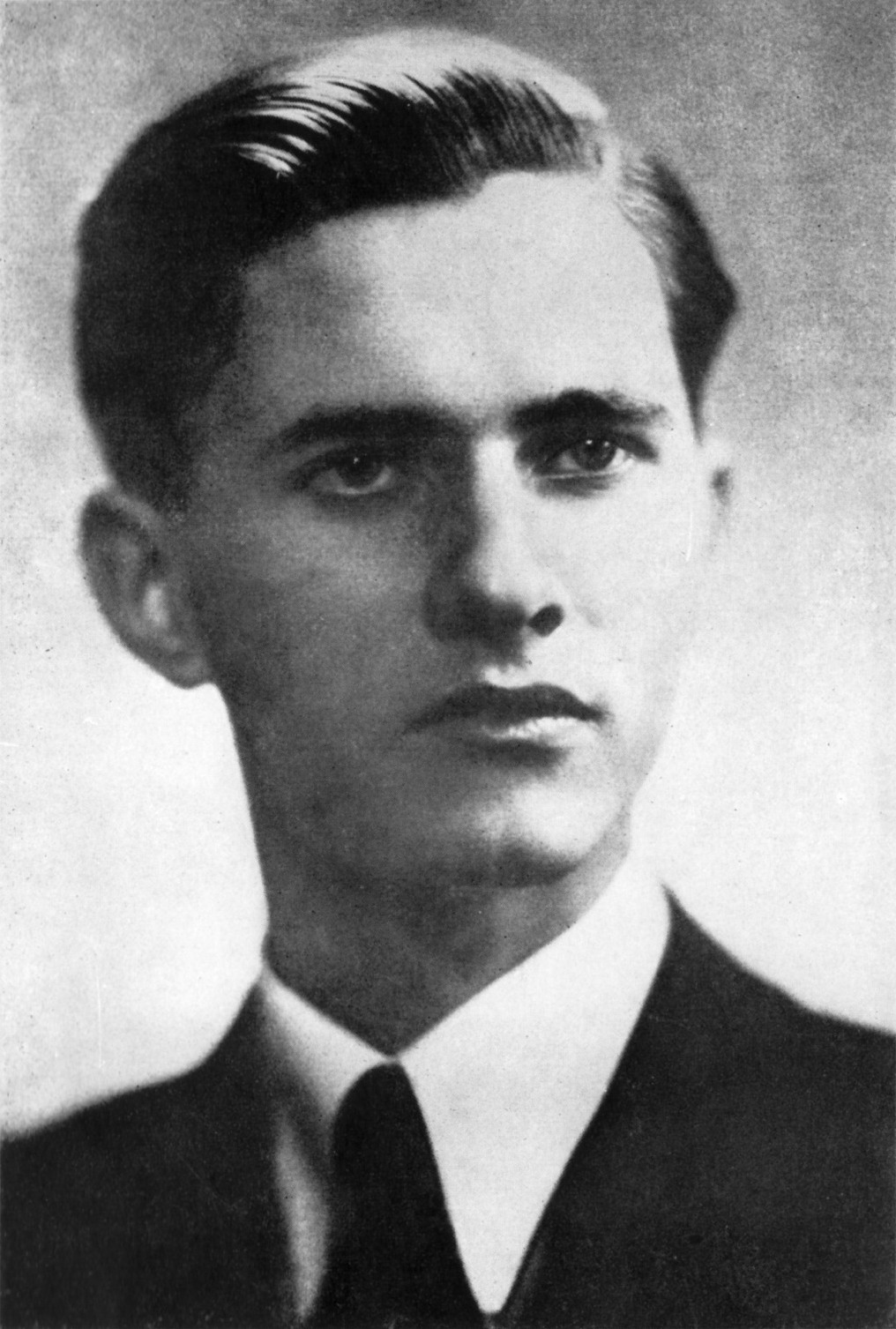
Paul Keres

Nach der Schacholympiade wurde er zu den bedeutendsten Turnieren jener Zeit eingeladen. Im Jahre 1936 siegte er mit Aljechin in Bad Nauheim. Beim Turnier in Semmering 1937 gewann er vor Reuben Fine und Capablanca. Keres gewann die Turniere in Tallinn, Margate, Ostende, Prag und Wien. In Margate 1937 besiegte er Aljechin in 23 Zügen; es blieb seine einzige Gewinnpartie gegen den vierten Weltmeister.
Nach der Einladung zum AVRO-Turnier 1938 spielte Keres die Turniere in Hastings 1937/38 und Noordwijk 1938, wo er vor anderen AVRO-Teilnehmern jeweils den 2. Platz erreichte. Schließlich gewann er 1938 das AVRO-Turnier in den Niederlanden zusammen mit Reuben Fine, den er im ersten direkten Aufeinandertreffen besiegt hatte, während das zweite in der letzten Turnierrunde remis endete. Dieses Turnier, unter Teilnahme von Weltmeister Aljechin, sollte den nächsten WM-Herausforderer ermitteln. Zu einem Wettkampf zwischen Keres und Aljechin kam es wegen des Zweiten Weltkriegs indes nicht, zumal auch Aljechins Verhandlungen mit Keres und separat mit Botwinnik scheiterten.
Anfang 1939 nahm Keres nach repräsentativen Tätigkeiten in Estland an einem Einladungsturnier in Russland teil, wo er allerdings nur weniger als 50 Prozent der Punkte holte. Im Frühling 1939 gewann er das Turnier in Margate. Zuletzt spielte Keres vor dem Zweiten Weltkrieg bei der Schacholympiade 1939 in Buenos Aires am Spitzenbrett, wo die estnische Mannschaft den dritten Platz erreichte. Trotz des Kriegsausbruchs in Europa während des Turniers kehrte Keres anschließend nach Estland zurück. 1940 schließlich erfasste der Krieg auch Keres’ Heimat, und Estland wurde von der Sowjetunion annektiert.

### Im Zweiten Weltkrieg
Keres studierte zwischen 1937 und 1941 Mathematik und brachte es als starker Tennisspieler bis zur Teilnahme an den estnischen Landesmeisterschaften. Nach der Besetzung Estlands nahm er an der UdSSR-Meisterschaft 1940 teil und wurde Vierter, bei der Absoluten Meisterschaft der Sowjetunion 1941 belegte er hinter Botwinnik den zweiten Platz. Dabei sorgte Keres’ Gewinnpartie gegen Wladimir Petrow 1940 für Aufsehen.
Umstritten ist seine Rolle als Schachspieler während der deutschen Besetzung Estlands seit 1941. Keres beteiligte sich an Turnieren im Deutschen Reich und in den besetzten Gebieten (1942 Tallinn, Salzburg, München, 1943 Prag (Zweiter hinter Aljechin), Posen, Salzburg, Reval, Madrid, 1944 Lidköping). Im Jahre 1943 war er Attraktion einer Trainings- und Unterhaltungsveranstaltung für die Wehrmacht. Dabei gelang es ihm jedoch nicht, an die Vorkriegserfolge anzuknüpfen. Nur 1943 gewann er zwei Turniere in Salzburg und Madrid. Nachdem Estland 1944 wieder von sowjetischen Truppen eingenommen worden war, war Keres, der Emigrationsmöglichkeiten mehrmals ablehnte, wegen seiner Turnierreisen im Deutschen Reich in Ungnade gefallen. 1944/45 siegte er in Riga (Ostsee-Turnier) und gewann Estlands Landesmeisterschaft in Tallinn 1945. Als 1946 das erste wichtige internationale Nachkriegs-Schachturnier in Groningen stattfand, durfte Keres nicht teilnehmen.

### Nachkriegszeit

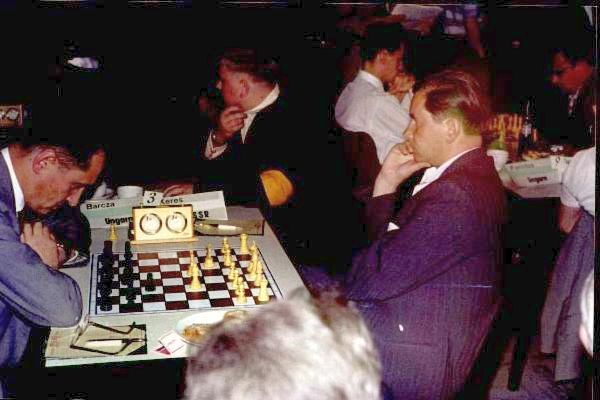
Gedeon Barcza – Paul Keres bei der Europa-Mannschaftsmeisterschaft Oberhausen 1961

Nach dem Krieg gelangen Keres weitere Erfolge: 1947 gewann er die UdSSR-Meisterschaft in Leningrad mit 14 von 19 Punkten vor der sowjetischen Elite und wiederholte den Erfolg bei einem Turnier in Pärnu. Diese Leistung wie auch die Fürsprache Botwinniks bei höheren administrativen sowjetischen Stellen ließen den Groll gegen ihn abnehmen.
Nachdem er bereits bei einem Turnier im Frühjahr 1948 nicht seine Bestform erreicht hatte, wurde er 1948 als einer von drei Vertretern der Sowjetunion am Weltmeisterschaftsturnier in Den Haag und Moskau nur geteilter Dritter hinter Michail Botwinnik und dem Newcomer Wassili Smyslow. In diesem Match-Turnier unterlag er Botwinnik mit 1:4. Behauptungen, er wäre zu diesen Niederlagen genötigt worden, sind nicht belegt. Weitere Erfolge für Keres blieben auch später zunächst aus, so erreichte er bei den UdSSR-Meisterschaften 1949 den sechsten und 1950 den achten Platz.

### Keres als der „ewige Zweite“
Da nun die Schachweltmeisterschaften durch den Weltschachbund FIDE und nicht mehr durch den amtierenden Weltmeister organisiert wurden, standen mehrere Turniere – Zonenturnier, Interzonenturnier und zuletzt Kandidatenturnier – zur Qualifikation als Herausforderer des Weltmeisters an. Er erreichte beim Kandidatenturnier 1950 den vierten Platz. Zwischen 1953 und 1962 belegte er bei vier weiteren Kandidatenturnieren jeweils den zweiten Platz, ein WM-Kampf blieb ihm daher jedes Mal verwehrt. 1965 scheiterte er im Viertelfinale der Kandidatenwettkämpfe mit 4:6 (+2 =4 −4) an Boris Spasski.
Im Jahre 1950 gewann er das Gedenkturnier des im Winter 1940 bei einer Massenexekution im Nationalpark Kampinos unweit von Palmiry getöteten jüdischen Meisters und Mäzens Dawid Przepiórka in Bad Salzbrunn. Im selben Jahr gewann er nach einem schlechten Start von nur vier Punkten in acht Partien durch eine Siegesserie die Landesmeisterschaft der UdSSR. Er wiederholte diesen Erfolg 1951 noch vor Weltmeister Botwinnik.
Nach dem Tod Géza Maróczys wurde 1952 in Budapest ein Gedenkturnier veranstaltet, an dem die fünf besten Spieler der Welt teilnahmen, das Keres mit einem halben Punkt Vorsprung gewinnen konnte. Bei den russischen Landesmeisterschaften erreichte er jedoch nur den zehnten Platz.

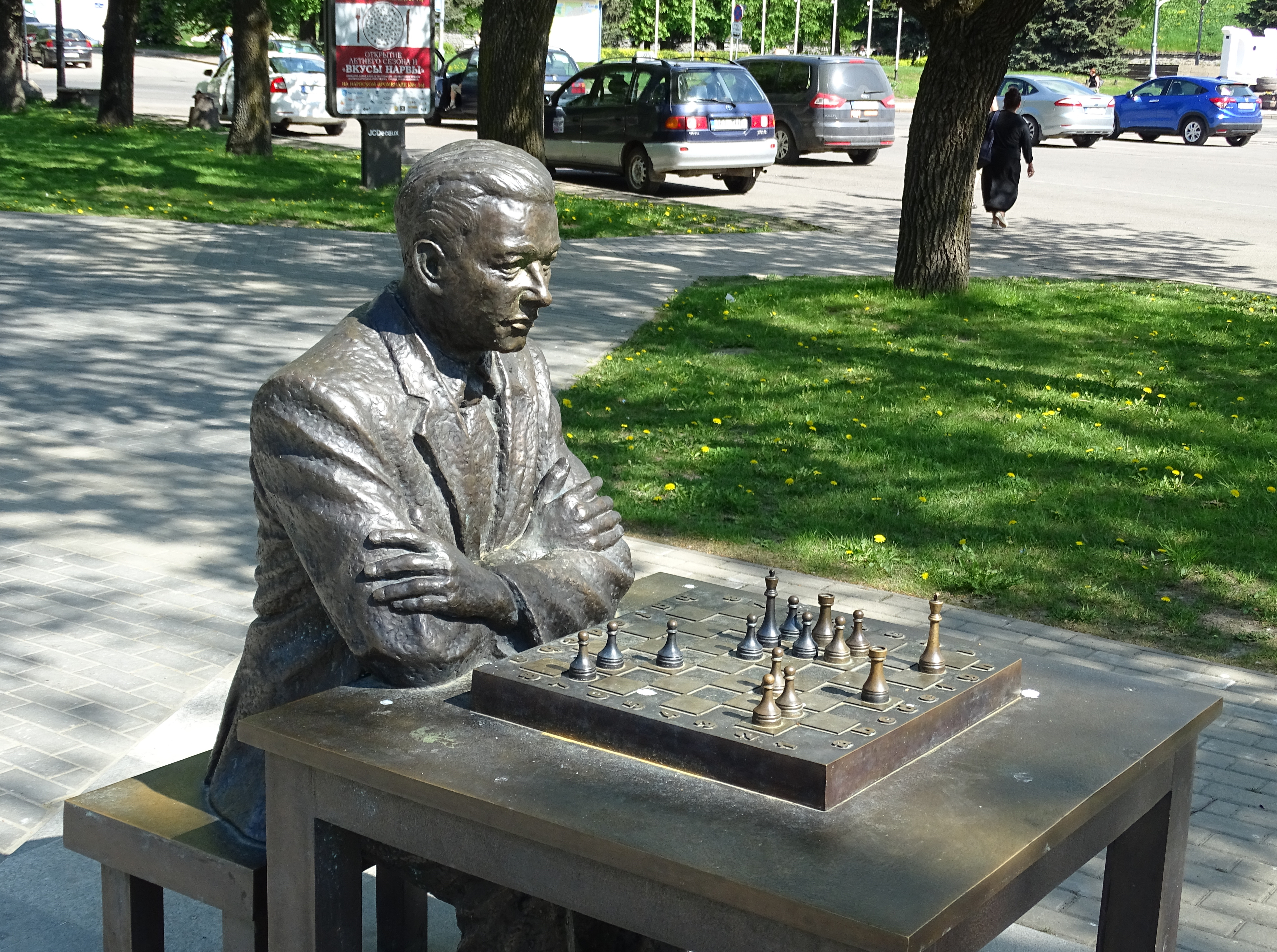
Denkmal Paul Keres zu Ehren in Narva

Nach dem gescheiterten Anlauf auf den Weltmeistertitel beim Kandidatenturnier 1953 mit dem zweiten Platz erreichte Keres bei der Schacholympiade 1954 ein Rekordergebnis von 13,5 Punkten in 14 Partien. Das Weihnachtsturnier in Hastings 1954/1955 gewann Keres gemeinsam mit Smyslow, ebenso das Turnier in Pärnu vor den führenden Sowjetspielern. Jedoch erreichte er nur den siebten Platz der russischen Landesmeisterschaft 1955.
|   | a | b | c | d | e | f | g | h |   |
| 8 |   |   |   |   |   |   |   |   | 8 |
| 7 |   |   |   |   |   |   |   |   | 7 |
| 6 |   |   |   |   |   |   |   |   | 6 |
| 5 |   |   |   |   |   |   |   |   | 5 |
| 4 |   |   |   |   |   |   |   |   | 4 |
| 3 |   |   |   |   |   |   |   |   | 3 |
| 2 |   |   |   |   |   |   |   |   | 2 |
| 1 |   |   |   |   |   |   |   |   | 1 |
|   | a | b | c | d | e | f | g | h |   |

Die WM-Qualifikation 1956 verlief für Keres zunächst erfolgreich, bis er am Ende des Kandidatenturniers eine Gewinnstellung gegen Miroslav Filip durch einen schweren Fehler einstellte. Der resultierende zweite Platz reichte nicht aus, während der erstplatzierte Smyslow bei der Schachweltmeisterschaft 1957 Botwinnik besiegte und selbst Weltmeister wurde.
Ein Freundschaftswettkampf mit Wolfgang Unzicker endete 1956 mit 6:2 für Keres. Die Schacholympiade 1956 wurde für Keres, der das beste Einzelergebnis am dritten Brett erreichte, ebenfalls ein Erfolg. Im Moskauer Aljechin-Gedenkturnier landete Keres jedoch nur auf dem siebten Platz.
Das Jahr 1957 begann Keres mit dem geteilten 2. Platz, den er punktgleich mit David Bronstein bei der Landesmeisterschaft der UdSSR hinter dem Sieger Michail Tal erreichte. Mit Siegen in Mar del Plata, Santiago und beim Weihnachtsturnier 1957/58 in Hastings setzte Keres anschließend seine Erfolge fort. Beim Kandidatenturnier 1959 übernahm Keres zwischenzeitlich die Führung, wurde aber von Tal überholt, der trotz einer Bilanz von 1:3 zugunsten von Keres anderthalb Punkte Vorsprung auf diesen hatte. Nichtsdestotrotz galt das Spiel von Keres unter Experten als qualitativ hochwertiger im Vergleich zu Tals Spiel. Der vereinzelt nun als „Ewiger Zweiter“ betitelte Keres bereitete sich auf das folgende Kandidatenturnier 1962 vor.
Nach dem Turnier in Stockholm 1959/60, wo er den dritten Platz erreichte, gewann er 1961 in Zürich. In Bled reichte es noch für den dritten Platz, während Keres bei der 29. UdSSR-Meisterschaft erneut den achten Platz belegte.
Beim Kandidatenturnier Curaçao 1962 lag Keres zwei Runden vor Schluss gemeinsam mit Tigran Petrosjan erneut an der Spitze. Eine Niederlage gegen Pál Benkő sowie ein ausgekämpftes Remis gegen das US-Talent Bobby Fischer reichten jedoch wieder nur zum zweiten Platz, punktegleich mit Efim Geller. Vor dem Weltmeisterschaftskampf zwischen Botwinnik und Petrosjan gab es aber Spekulationen, dass Botwinnik auf eine Titelverteidigung verzichten würde. Deshalb wurde anderthalb Monate nach Curaçao 1962 ein Zweikampf zwischen Keres und Geller ausgetragen – der Gewinner dieses Zweikampfes sollte gegebenenfalls mit Petrosjan um den vakanten Titel kämpfen. Durch einen knappen Sieg von 4,5:3,5 Punkten wahrte Keres die Chance auf einen Weltmeisterschaftskampf gegen Petrosjan. Doch Botwinnik trat zur Verteidigung seines Weltmeistertitels an, weshalb kein Weltmeisterschaftskampf mit Keres' Beteiligung zustande kam. In der Schachweltmeisterschaft 1963 eroberte Petrosjan den Titel von Botwinnik. Petrosjan äußerte sich später dahingehend, dass Keres ebenfalls Anspruch auf den Titelkampf gegen Botwinnik gehabt hätte.

### Die späten Jahre
Keres gewann, gemeinsam mit dem neuen Weltmeister Petrosjan, das Turnier in Los Angeles 1963 und nach einem sechsten Platz im Moskauer Turnier weitere Turniere im Hoogovens Beverwijk 1964 gemeinsam mit Iivo Nei, wieder mit Petrosjan in Buenos Aires 1964, alleine in Hastings 1964/1965 sowie mit Vlastimil Hort in Mariánské Lázně (Marienbad) 1965. Durch seinen Sieg im Zweikampf gegen Geller 1963 hatte sich Keres das Recht zur Teilnahme an den Kandidatenwettkämpfen 1965 erworben. Das Kandidatenturnier 1965 wurde nämlich auf Drängen Bobby Fischers als K.-o.-Turnier ausgetragen, wobei Keres gegen den ehemaligen Jugendweltmeister Boris Spasski bereits am Anfang mit 6:4 ausschied. Dies blieb die letzte Teilnahme Keres’ an einem Kandidatenturnier.
Danach gewann Keres die Turniere in Stockholm 1966/67 und Bamberg 1968, dort mit Siegen gegen die deutschen Großmeister Wolfgang Unzicker und Lothar Schmid sowie zwei Punkten Vorsprung vor Schmid und Petrosjan. In Winnipeg 1967 erreichte er den dritten Platz, in Moskau jedoch nur den neunten. Tallinn 1969 und Luhačovice (Bad Luhatschowitz) 1969 sahen Keres als Zweitplatzierten; im Hochofenturnier, das inzwischen nach Wijk aan Zee umgezogen war, erreichte er 1969 den dritten Platz.
Nach einem Sieg in Budapest 1970 vertrat Keres die Sowjetunion im ersten Duell der UdSSR gegen den Rest der Welt. Mit seinem 3:1-Sieg gegen Borislav Ivkov trug Keres als erfolgreichster Spieler seiner Mannschaft zum 20,5:19,5-Sieg der UdSSR bei. Anschließend gewann der mit fünf aus fünf Punkten die Europamannschaftsmeisterschaft in Kapfenberg ebenfalls als bester Spieler des Wettkampfs. Sein Sieg in Tallinn 1971 gemeinsam mit Tal erfolgte noch vor dem mehrfachen Sowjetunionsmeister Leonid Stein. In Amsterdam und Pärnu 1971 erreichte Keres jeweils den zweiten Platz.

### Letztes Auf und Ab
Nach dem dritten Platz in Sarajewo 1971, dem fünften Platz in San Antonio 1972 und dem dritten Platz in Tallinn 1973 erreichte Keres bei der Internationalen Deutschen Meisterschaft 1973 nur den geteilten sechsten Platz. Sein letzter Anlauf auf den Weltmeistertitel scheiterte bereits beim Interzonenturnier in Petropolis 1973; auch bei der russischen Meisterschaft im Oktober 1973 erreichte Keres nur noch den neunten Platz bei einer Remisquote von 83 Prozent. Im Jahr 1974 beteiligte sich Keres an keinen bedeutenden Turnieren mehr. Es wurde spekuliert, dass der inzwischen beinahe 60 Jahre alte Keres seinen Abschied aus der Schachwelt bekanntgeben würde. Die Unkenrufe widerlegte er jedoch mit einem letzten großen Erfolg durch den Gewinn des Turniers in Tallinn 1975 noch vor Exweltmeister Spasski.
In Vancouver gewann er im Mai 1975 ebenfalls ein Open, an dem jedoch nur wenige Großmeister beteiligt waren. Auf dem Rückflug vom Turnier fühlte sich Keres bei einem Zwischenstopp in Helsinki unwohl und kam deshalb in ein Krankenhaus. Ein tödlicher Herzanfall beendete am 5. Juni 1975 seine Karriere endgültig. Zu seinen Ehren richtete die Sowjetrepublik Estland ein Staatsbegräbnis aus, bei dem mehr als hunderttausend Menschen Abschied von Keres nahmen. Er wurde auf dem Waldfriedhof in Tallinn beigesetzt. Eine Straße in Tallinn ist nach ihm benannt. Sein Denkmal in Pärnu wurde 1996 von Mare Mikoff geschaffen.

### Weitere Erfolge und Würdigungen
Keres spielte bei insgesamt zehn Schacholympiaden: 1935 bis 1939 jeweils an Brett 1 für Estland und von 1952 bis 1964 für die Sowjetunion. Dabei gewann er sieben Goldmedaillen mit der Mannschaft und fünf Goldmedaillen für seine Einzelergebnisse. Insgesamt erzielte er 107 Punkte aus 141 Partien (+85 =44 −12). Beim Wettkampf UdSSR gegen den Rest der Welt 1970 in Belgrad spielte Keres an Brett 10 und besiegte Borislav Ivkov mit 3:1 (+2 =2). Außerdem nahm Keres mit Estland an der inoffiziellen Schacholympiade 1936 in München teil, wo er das beste Einzelergebnis am Spitzenbrett erreichte und gewann mit der Sowjetunion die Mannschaftseuropameisterschaften 1957, 1961 und 1970, wobei er bei allen drei Austragungen außerdem das beste Einzelergebnis an seinem Brett erreichte.
Zu seinen Turniersiegen zählen Pärnu 1960, Zürich 1961, Los Angeles 1963 (geteilt mit Tigran Petrosjan), Bewerwijk 1964 (geteilt mit Iivo Nei), Buenos Aires 1964 (geteilt mit Petrosjan), Hastings 1965, Marienbad 1965 (geteilt mit Vlastimil Hort), Stockholm 1967, Bamberg 1968, Budapest 1970, Tallinn 1971 (geteilt mit Michail Tal) und 1975.

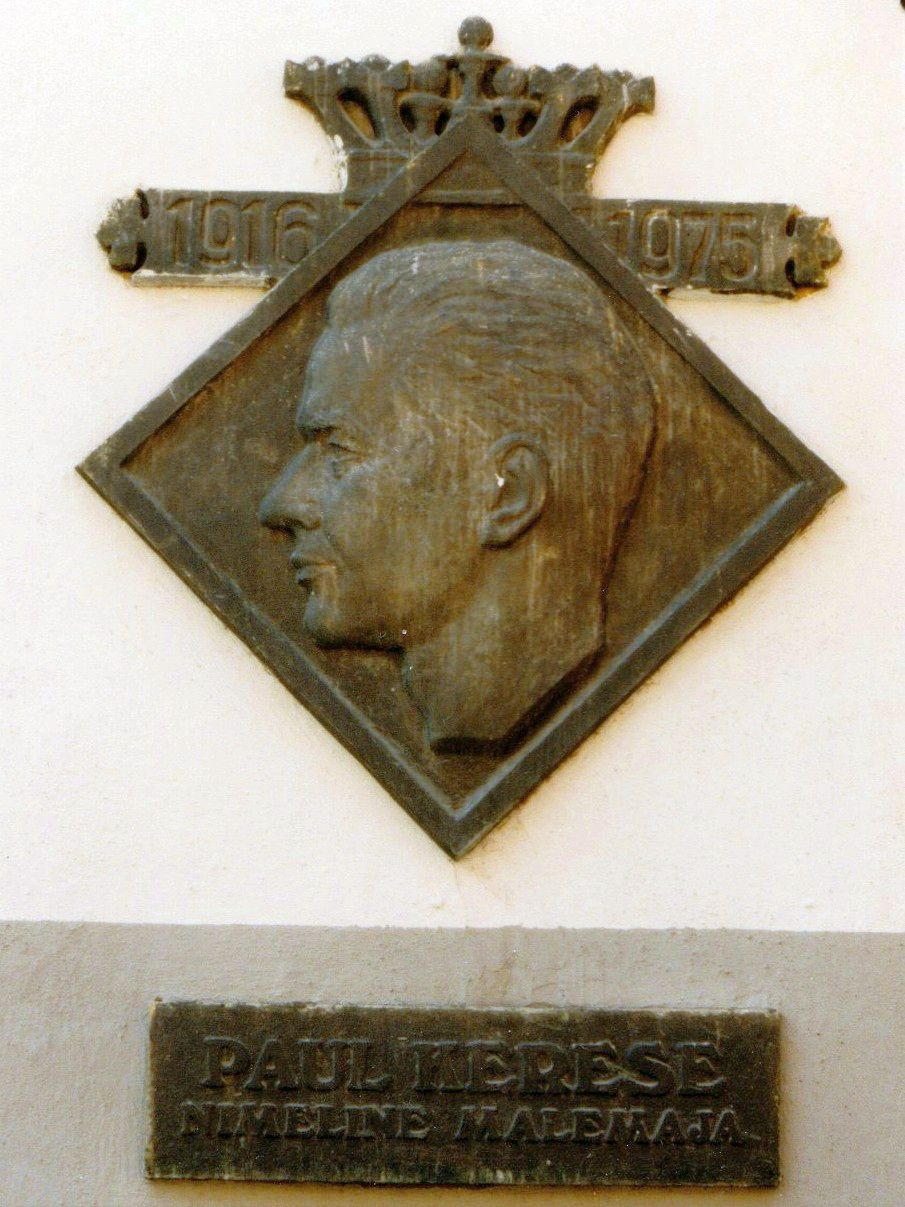
Gedenktafel für Paul Keres am Haus Vene-Straße 29 in der Altstadt von Tallinn (Estland)

Nach der Unabhängigkeit Estlands von der UdSSR wurde sein Porträt mit zwei Schachfiguren auf der Vorderseite der Fünf-Kronen-Banknote abgebildet, auf deren Rückseite eine deutsche Ordensburg am Narva zu sehen ist. Auch auf einer 15-Kopeken-Briefmarke der Sowjetunion war er zu sehen. 1991 wurde in Tallinn auf der Pärnu-Chaussee eine Büste von Keres aufgestellt. 2016 würdigte Estland den 100. Geburtstag von Keres mit einer 2-Euro-Gedenkmünze.
Keres’ letzte Elo-Zahl betrug 2580, seine höchste Elo-Zahl war 2615 im Juli 1971. Seine beste historische Elo-Zahl vor Einführung der Elo-Zahlen war 2786. Diese erreichte er im März 1947. Insgesamt lag er 52 Monate in dem Zeitraum von 1943 bis 1960 auf Platz zwei der nachträglich berechneten Weltrangliste.
Aufgrund seiner internationalen Erfolge erhielt er 1950 von der FIDE den Titel Großmeister.
Keres galt als Autorität auf dem Gebiet der Schacheröffnungen und schrieb über vierzig Schachbücher.
Nach ihm wurde die Keres-Verteidigung (ECO-Code D06: 1. d2–d4 d7–d5 2. c2–c4 Lc8–f5) benannt. Ebenso gibt es einen Keres-Angriff (ECO B81) in der Sizilianischen Verteidigung und ein Keres-System (ECO C81) bei der offenen Verteidigung der Spanischen Partie.

## Fernschach
Am Anfang seiner Karriere spielte Keres auch erfolgreich Fernschach. Er spielte nach eigener Aussage bis zu 150 Partien gleichzeitig und probierte dabei zahlreiche neue Eröffnungsvarianten aus. 1935/36 gewann er die Bundesmeisterschaft des Internationalen Fernschachbundes IFSB. Im August 1936 nahm er in München auf einer Tagung des IFSB teil. Hier befürwortete er den Vorschlag, auch im Fernschach eine Weltmeisterschaft zu veranstalten.

## Komposition
Von 1933 bis 1948 war Paul Keres ein aktiver Schachkomponist, danach komponierte er nur noch sporadisch. Von ihm sind etwa 200 Kompositionen bekannt, kaum ein anderer Großmeister hat wohl so viele Schachaufgaben wie er komponiert. Bei der Bewertung seiner Schachkompositionen ist zu berücksichtigen, dass er ein Autodidakt war und die Mehrzahl seiner Werke in jungen Jahren entstand. Er suchte in erster Linie das Paradoxe, das im Gegensatz zur strengen Logik der Schachpartie steht.
In Studien kann man ihn mit Richard Réti und Pál Benkő vergleichen. Wohl haben sich in späterer Zeit die Großmeister Luděk Pachman, Jan Timman und John Nunn mit Studien beschäftigt, aber in bedeutend geringerem Umfang. In dem 1951 erschienenen Buch Schachmaty za 1947–1949 gg. erschienen zusätzlich 26 theoretische Endspielstellungen für das Damenendspiel.
Schachmaty w SSSR, 1946
|   | a | b | c | d | e | f | g | h |   |
| 8 |   |   |   |   |   |   |   |   | 8 |
| 7 |   |   |   |   |   |   |   |   | 7 |
| 6 |   |   |   |   |   |   |   |   | 6 |
| 5 |   |   |   |   |   |   |   |   | 5 |
| 4 |   |   |   |   |   |   |   |   | 4 |
| 3 |   |   |   |   |   |   |   |   | 3 |
| 2 |   |   |   |   |   |   |   |   | 2 |
| 1 |   |   |   |   |   |   |   |   | 1 |
|   | a | b | c | d | e | f | g | h |   |

Lösung:

1. Ke5–f5 Tg1–f1+

2. Kf5–g5 Tf1–f3

3. Te2–e1 g4–g3

4. h2xg3 Kh3xg3

5. Te1–e2! Kg3–h3

6. Te2–b2 Tf3–f2

7. Tb2–b3 Tf2–f3

8. Tb3–b2 Kh3–g3

9. Tb2–e2! und Remis.
Der weiße Turm kann im sechsten Zug nach a2, b2 oder c2 ziehen, dies ist, wie auch in Richard Rétis Studie, kein zerstörerischer Dual, sondern ein in der Konstruktion gerechtfertigter Minor-Dual. Die von Keres nicht angegebenen Gewinnversuche 3. … Kg2 4. Kxg4 Kf2 5. Ta1 e2 6. h4 Ta3 7. Tb1 e1D 8. Txe1 Kxe1 und 4. … Kg2 5. g4 Kf2 6. Ta1 e2 7. Ta2 Kf1 8. Ta1+ Kg2 (8. … e1D 9. Txe1 Kxe1 10. Kh6 Th3+ 11. Kg6! Kf2 12. g5 ist ebenfalls remis) 9. Kh6! Tf1 10. Ta2 Kf3 11. Txe2! Kxe2 12. g4 führen jeweils auch nur zum Remis.

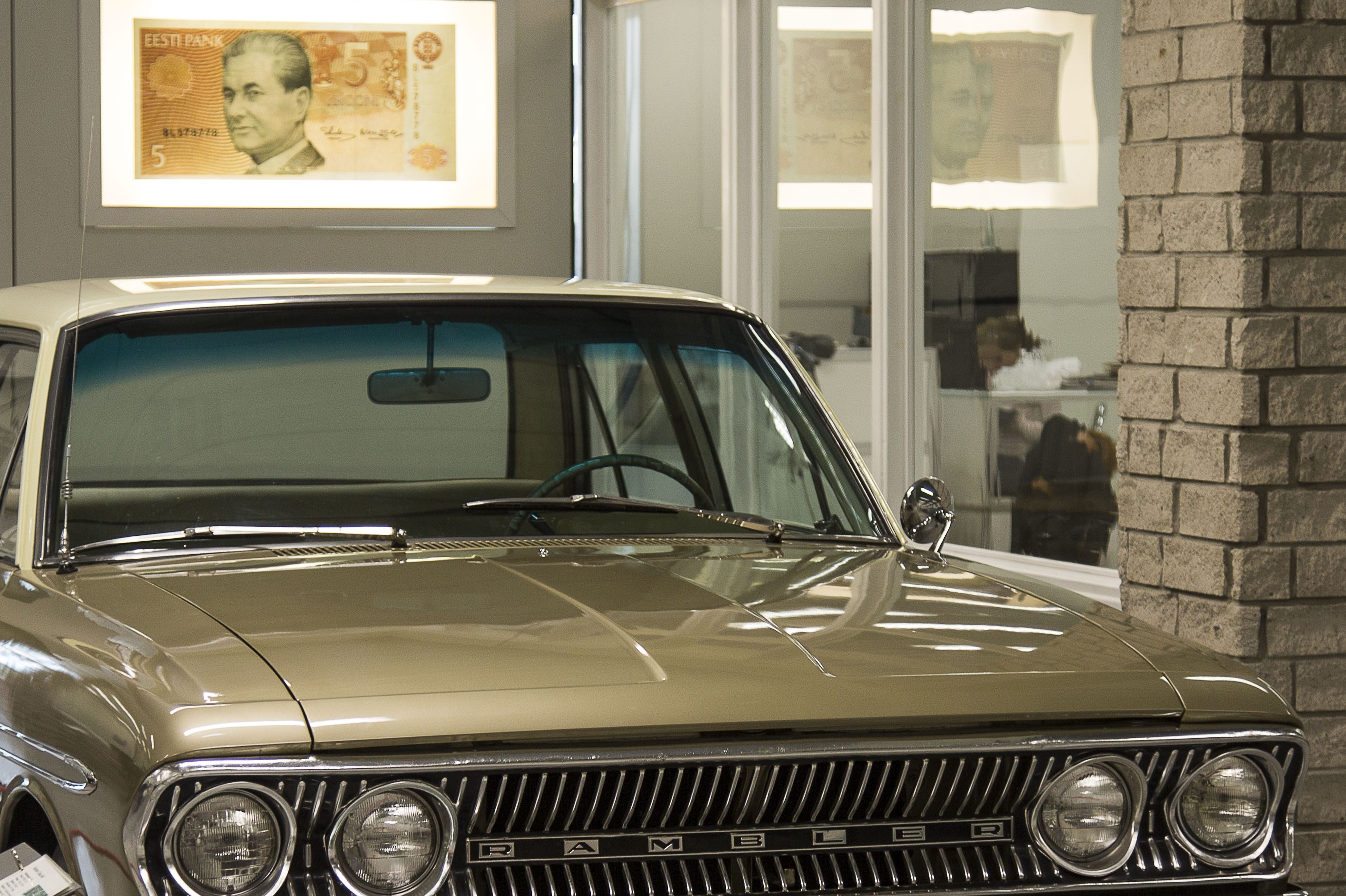
Der Rambler Classic, den Paul Keres bis zu seinem Tod fuhr – Preis für den Sieg beim Piatigorsky Cup 1963

Paul Keres auf einer kurz vor dem Zerfall der Sowjetunion erschienenen Briefmarke der sowjetischen Post, 1991

Hier auf der Rückseite einer estnischen 2-Euro-Sondermünze von 2016

## Auszeichnungen
- Orden des Roten Banners der Arbeit 1957
- Estlands Sportler des Jahres 1959 und 1962
- Ehrenzeichen der Sowjetunion 1966

## Privates
Keres war seit 1941 mit einer Mitstudentin der Universität Tartu verheiratet und wurde in den folgenden beiden Jahren Vater von zwei Kindern. In Tartu erlebte er die Schlacht von Tartu 1941 im Zweiten Weltkrieg. Die Folgen dieser Kriegshandlungen sorgten dafür, dass Keres mangels beruflicher Alternativen als Schachautor für verschiedene Zeitungen und Schachzeitschriften schrieb, um seine Familie ernähren zu können.

Für den Sieg beim Piatigorsky Cup in Los Angeles 1963 erhielt Keres – ebenso wie Petrosjan – als Preis ein Auto, da bei der Rückkehr in die Sowjetunion sein Preisgeld in Dollar hätte in Rubel getauscht werden müssen. Er wählte einen 1963 Rambler Classic 660 4-Door Sedan. Das Originalfahrzeug ist heute im Automuseum Tallinn ausgestellt.